# 8882 Sakaetamura
8882 Sakaetamura eller 1994 AP2 är en asteroid i huvudbältet som upptäcktes den 10 januari 1994 av de båda japanska astronomerna Kazuro Watanabe och Kin Endate vid Kitami-observatoriet. Den är uppkallad efter Sakae Tamura.
Asteroiden har en diameter på ungefär 6 kilometer.